# Le Ray
Le Ray es un pueblo ubicado en el condado de Jefferson en el estado estadounidense de Nueva York. En el año 2000 tenía una población de 19,836 habitantes y una densidad poblacional de 104 personas por km².

## Geografía
Le Ray se encuentra ubicado en las coordenadas 43°4′34″N 75°48′32″O / 43.07611, -75.80889.

## Demografía
Según la Oficina del Censo en 2000 los ingresos medios por hogar en la localidad eran de $ 33,359 y los ingresos medios por familia eran $33,806. Los hombres tenían unos ingresos medios de $21,541 frente a los $21,074 para las mujeres. La renta per cápita para la localidad era de $14,140. Alrededor del 9.1% de la población estaban por debajo del umbral de pobreza.